# 遥かなる夢に
「遥かなる夢に 〜Far away〜」 は、BEYONDのシングルである。『驚きももの木20世紀』（テレビ朝日系・朝日放送制作）の2代目エンディングテーマ曲に使用された。